# 비욘드 컴페어
비욘드 컴페어(Beyond Compare)는 데이터 비교 유틸리티이다. 파일 비교뿐 아니라 이 프로그램은 디렉터리, FTP 및 SFTP 디렉터리, 드롭박스 디렉터리, 아마존 S3 디렉터리, 그리고 압축 파일 간 좌우 비교 기능을 제공한다. 윈도우, macOS, 리눅스 운영 체제용으로 이용이 가능하다. 비욘드 컴페어의 장점은 git 등의 버전 관리 시스템의 difftool과 mergetool로 구성이 가능하다는 것이다.